# Covelo (Tábua)
Covelo é uma povoação portuguesa do Município da Tábua que foi sede da extinta Freguesia de Covelo, freguesia que tinha 13,24 km² de área e 247 habitantes (2011), e, por isso, uma densidade populacional de 18,7 hab./km².
Em 2013, no âmbito da reforma administrativa, a Freguesia de Covelo foi anexada à Freguesia de Ázere, criando-se a União de Freguesias de Ázere e Covelo.

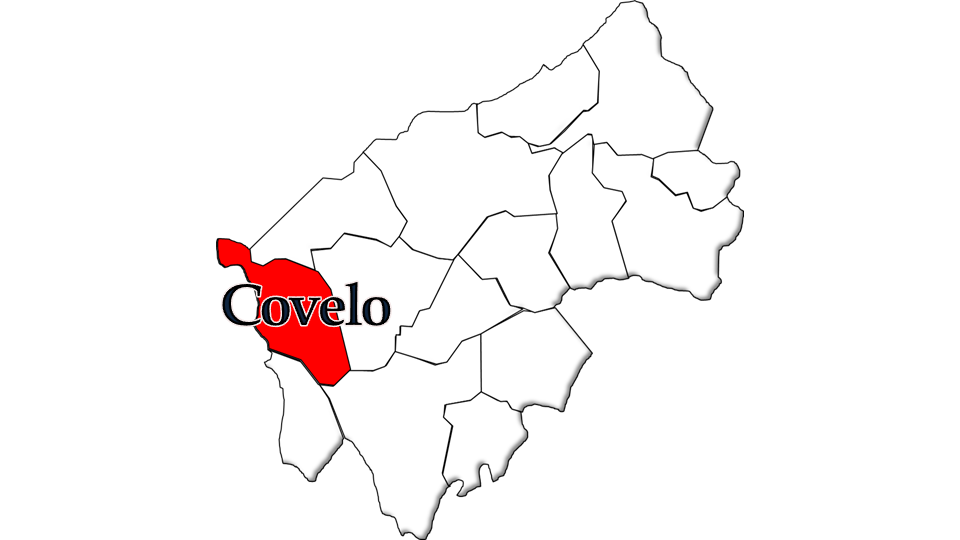
Localização no Município de Tábua

## População

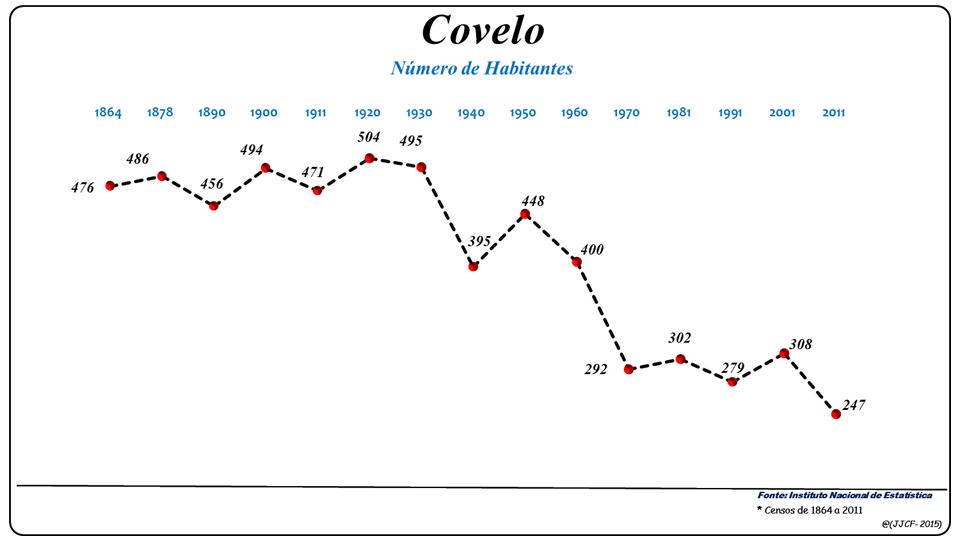
Evolução da População (1864 / 2011)

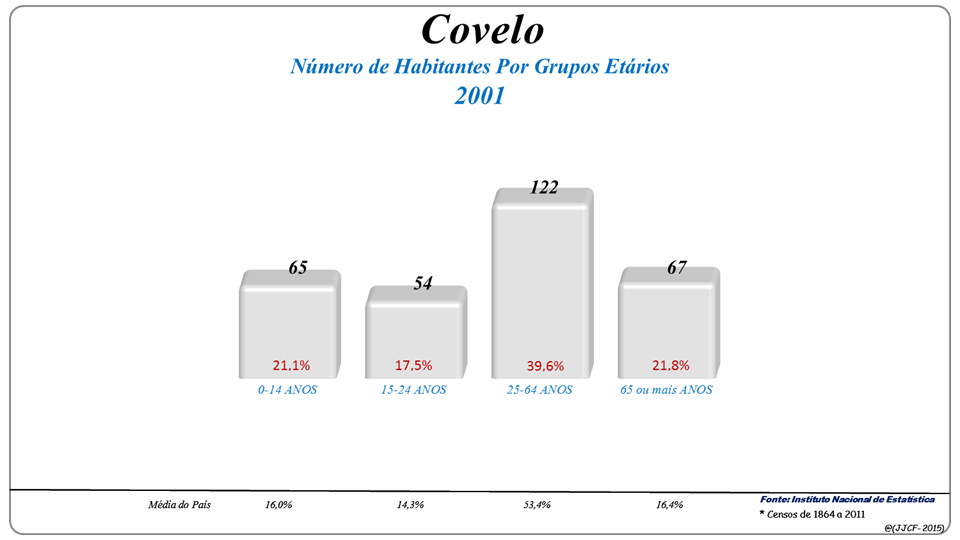
Grupos Etários (2001 e 2011)

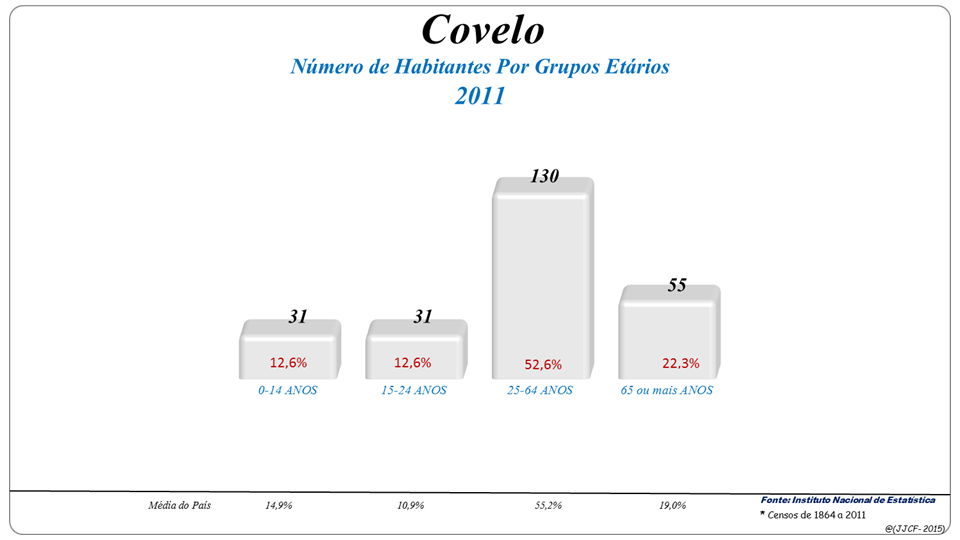
Grupos Etários (2001 e 2011)

| População da freguesia de Covelo | População da freguesia de Covelo | População da freguesia de Covelo | População da freguesia de Covelo | População da freguesia de Covelo | População da freguesia de Covelo | População da freguesia de Covelo | População da freguesia de Covelo | População da freguesia de Covelo | População da freguesia de Covelo | População da freguesia de Covelo | População da freguesia de Covelo | População da freguesia de Covelo | População da freguesia de Covelo | População da freguesia de Covelo |
| -------------------------------- | -------------------------------- | -------------------------------- | -------------------------------- | -------------------------------- | -------------------------------- | -------------------------------- | -------------------------------- | -------------------------------- | -------------------------------- | -------------------------------- | -------------------------------- | -------------------------------- | -------------------------------- | -------------------------------- |
| 1864                             | 1878                             | 1890                             | 1900                             | 1911                             | 1920                             | 1930                             | 1940                             | 1950                             | 1960                             | 1970                             | 1981                             | 1991                             | 2001                             | 2011                             |
| 476                              | 486                              | 456                              | 494                              | 471                              | 504                              | 495                              | 395                              | 448                              | 400                              | 292                              | 302                              | 279                              | 308                              | 247                              |

## Património
- Igreja de Nossa Senhora da Apresentação (matriz)
- Capela de Nossa Senhora das Febres